# Josef Raška
Josef Raška (* 24. září 1956) je bývalý český fotbalista, útočník.

## Fotbalová kariéra
Hrál za Spartu Praha, VTŽ Chomutov a SK Slavia Praha. V lize odehrál 120 zápasů a vstřelil 14 branek. V Poháru vítězů pohárů nastoupil ve 3 utkáních a dal za Spartu gól v utkání s lucemburským týmem CA Spora Luxembourg v roce 1980.

## Ligová bilance
| Ročník                                   | Zápasy | Góly | Klub         |
| ---------------------------------------- | ------ | ---- | ------------ |
| 1. československá fotbalová liga 1977/78 | 26     | 6    | Sparta Praha |
| 1. československá fotbalová liga 1978/79 | 27     | 2    | Sparta Praha |
| 1. československá fotbalová liga 1979/80 | 26     | 3    | Sparta Praha |
| 1. československá fotbalová liga 1980/81 | 19     | 3    | Sparta Praha |
| 1. československá fotbalová liga 1981/82 | 18     | 0    | Sparta Praha |
| Česká národní fotbalová liga 1982/83     | 29     | 5    | VTŽ Chomutov |
| Česká národní fotbalová liga 1983/84     | 30     | 17   | VTŽ Chomutov |
| 1. československá fotbalová liga 1984/85 | 4      | 0    | Slavia Praha |
| Česká národní fotbalová liga 1985/86     | 26     | 6    | VTŽ Chomutov |
| Česká národní fotbalová liga 1986/87     | 27     | 3    | VTŽ Chomutov |
| Česká národní fotbalová liga 1987/88     | 26     | 7    | VTŽ Chomutov |
| Česká národní fotbalová liga 1988/89     | 12     | 0    | VTŽ Chomutov |
| CELKEM                                   | 120    | 14   |              |